# Triple Image
Triple Image é um girl group formado em 2002 em Orlando, Estados Unidos. Ele é formado pelas duas irmãs gêmeas Bridgett Lynn e Brittney Lee (nascidas em 18 de julho de 1989) e a irmã mais nova, Brianna Lauren (nascida em 17 de setembro de 1990). 

## Carreira
Elas assinaram com a Wire Records através de Johnny Wright e gravaram seu primeiro álbum, Celebrate, em 2002.  O grupo abriu os concertos de Aaron Carter nos Estados Unidos. Em 2004, a música "Hey Now (Girls Just Wanna Have Fun)" com Jamie Lynn Spears, um cover da música do mesmo nome de Cyndi Lauper, foi lançada no álbum Celebrate e, mais tarde, incluída na trilha sonora Lizzie McGuire Total Party!. O grupo terminou em 2004.